# Karel Heller
Karel Heller (12. září 1876 Karlín – 4. ledna 1931 Praha) byl právník, ministerský rada, sokolský pracovník a redaktor sokolských publikací.

## Život
Karel Heller se narodil 12. září 1876 v Karlíně. Jeho otcem byl učitel tělocviku. Po maturitě na reálném gymnáziu v Praze v roce 1895 zahájil studium práva na české univerzitě (promován v roce 1903, titul JUDr.). Ve funkci komorního stenografa byl zaměstnán v redakci Národních Listů (tam pracoval jeho strýc Dr. Servác Bonifác Heller jako redaktor). Do soudní služby vstoupil Karel Heller v roce 1902 ale v roce 1903 přešel k magistrátu. Po rozpadu Rakouska-Uherska a vzniku samostatné Československé republiky (v roce 1918) vykonával funkci ministerského rady a přednosty politického oddělení Ministerstva národní obrany (MNO). Od roku 1920 působil jako spoluredaktor Věstníku sokolského. Při redakční práci na tomto periodiku spolupracoval s Janem Hillerem a Janem Pelikánem.

Spoluredaktoři Věstníku sokolského
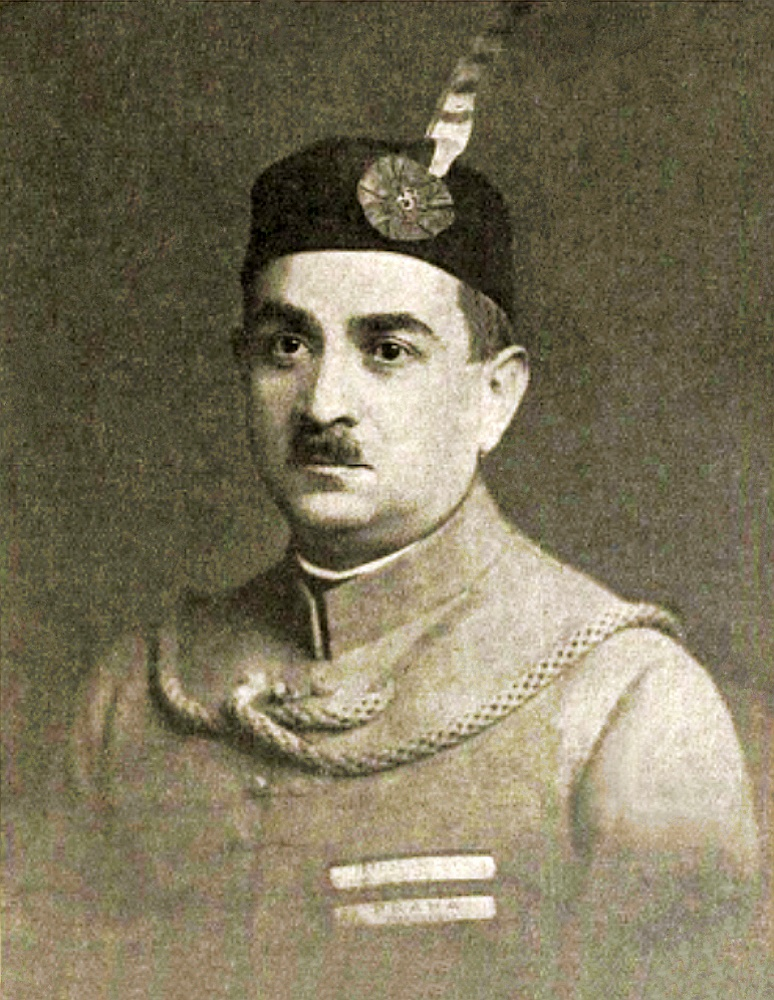
Jan Hiller
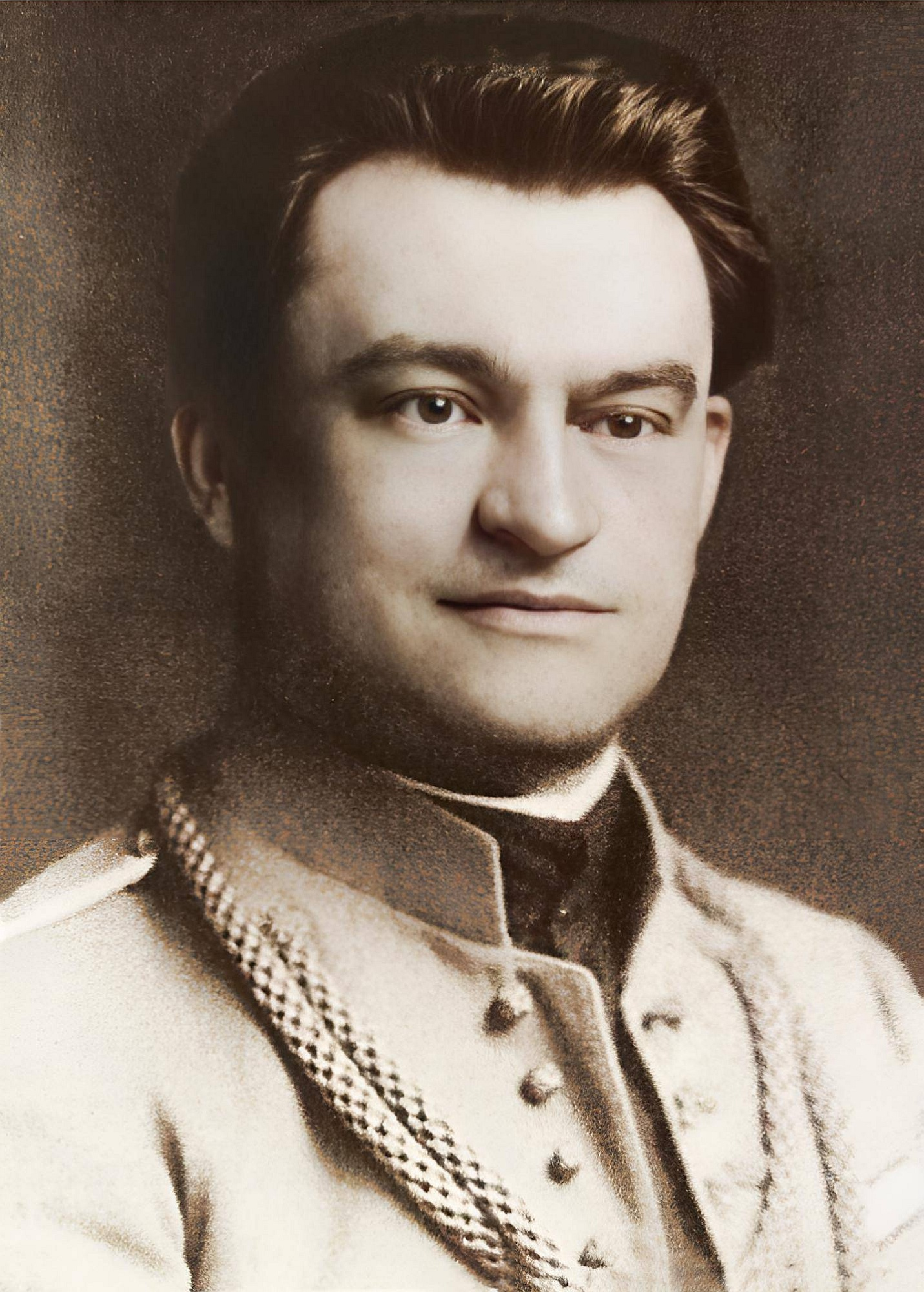
Jan Pelikán

V sokolské organizaci cvičil Karel Heller od chlapeckého věku (Tyršův ústav, vyšehradský Sokol), později pracoval ve Středočeské sokolské župě a Pražské župě sokolské. Ve vyšehradské jednotě sokolské se stal starostou. Brzy zahájil práci i v osvětovém výboru České obce sokolské (ČOS), kde se stal jednatelem. Publikoval značné množství článků se sokolskou tematikou. Působil jako jednatel tří všesokolských sletů. (Jednalo se o VI. Všesokolský slet v roce 1912, poté o VII. Všesokolský slet, který se odehrál v roce 1920 a konečně o VIII. Všesokolský slet konaný v roce 1926.) V roce 1930 zastával funkci náměstka starosty Československé obce sokolské (ČOS). Karel Heller zemřel v Praze dne 4. ledna 1931. Pohřeb žehem se konal v Městském krematoriu v Praze dne 8. ledna 1931.

Všesokolské slety, na nichž byl jednatelem
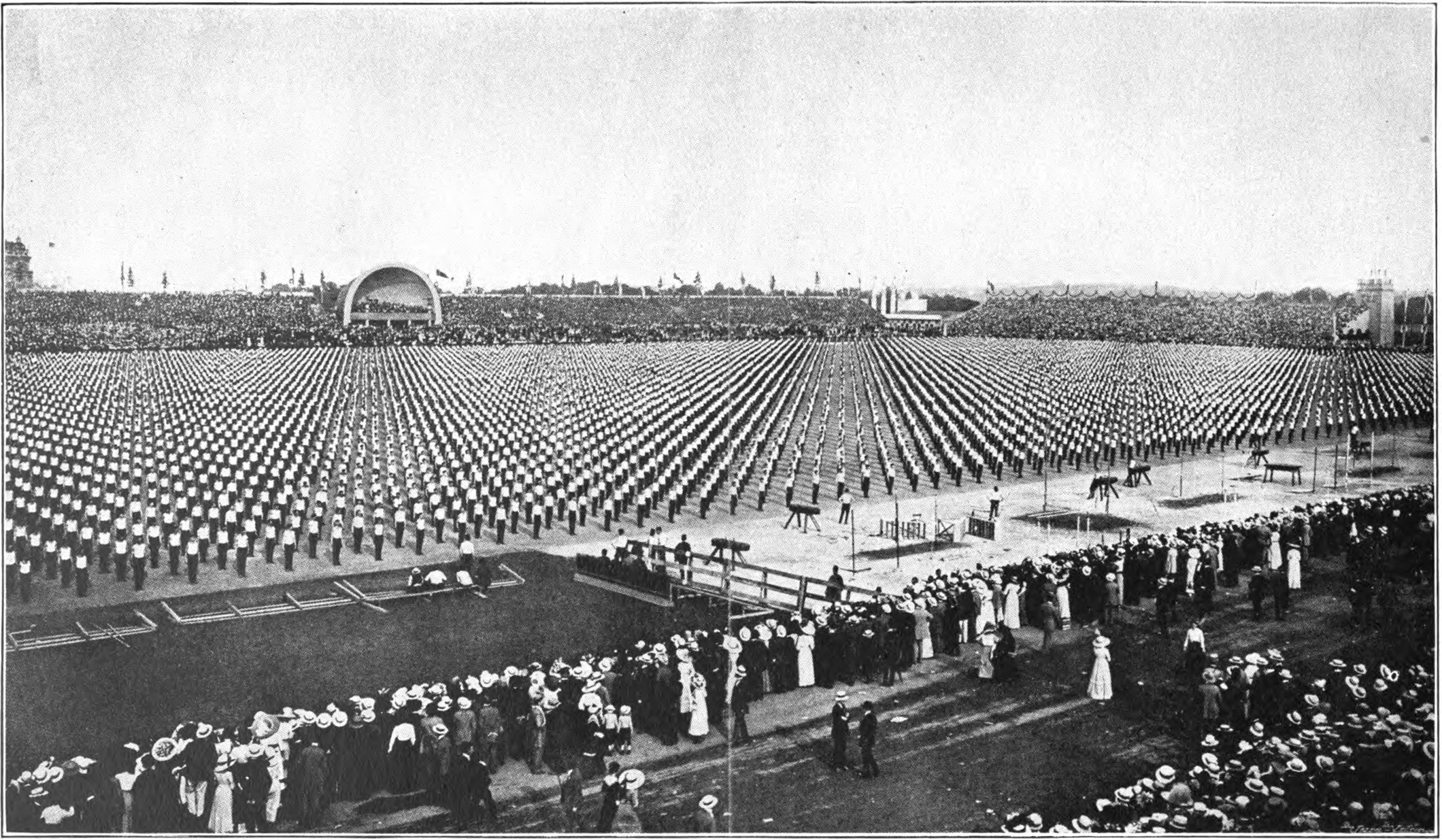
VI. Všesokolský slet v Praze (1912)
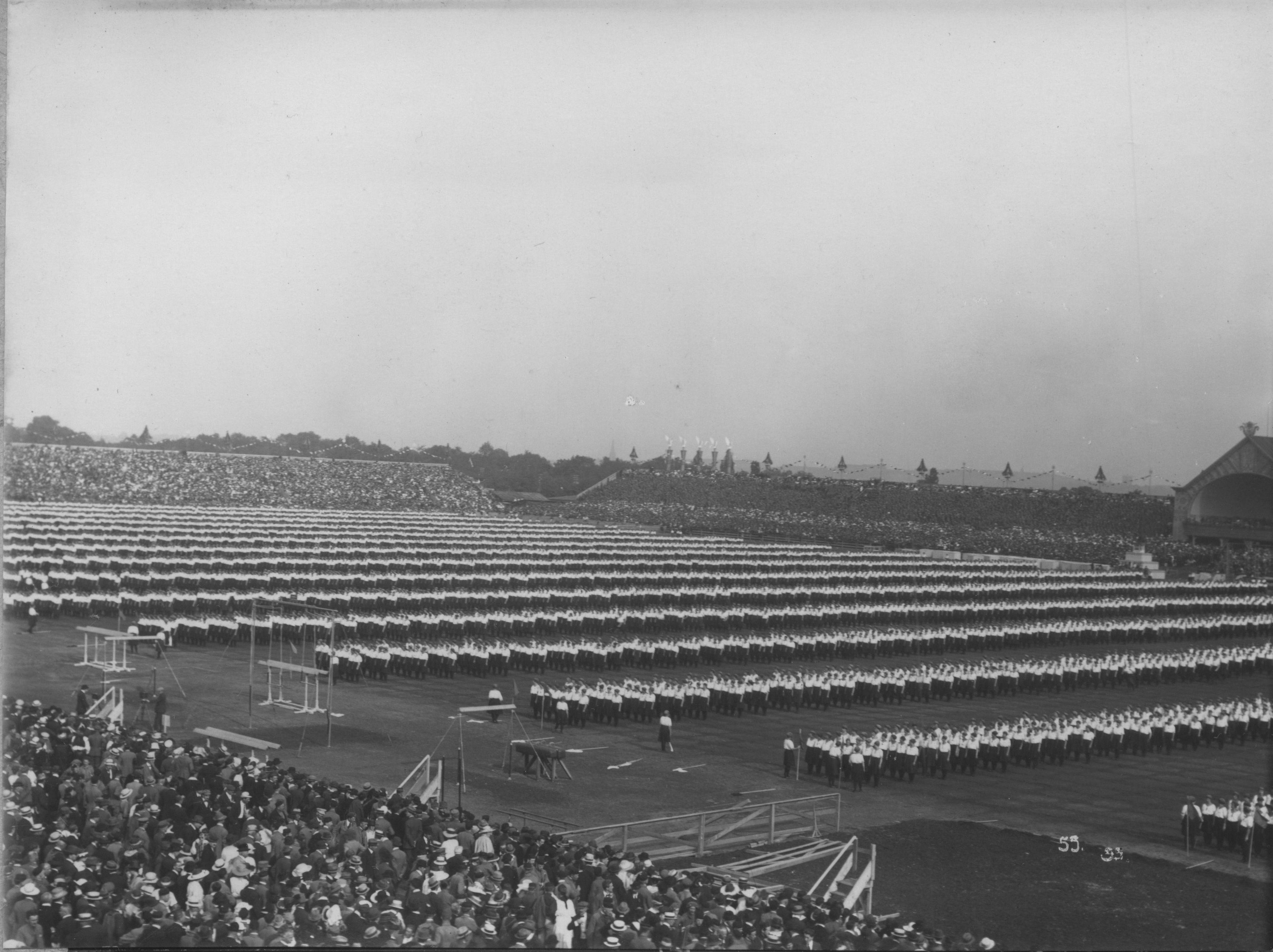
VII. Všesokolský slet v Praze (25. června 1920)
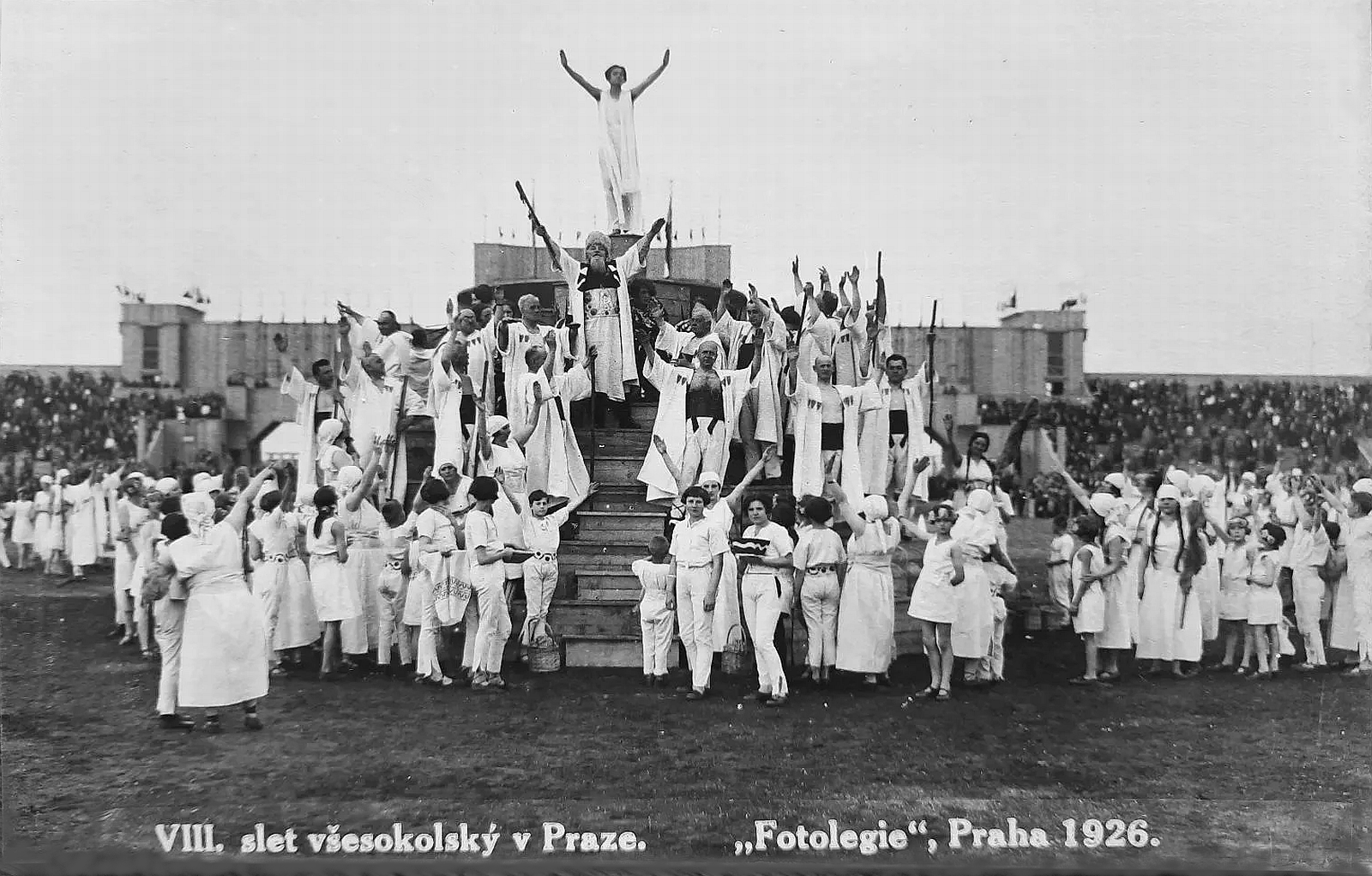
VIII. Všesokolský slet v Praze (pohlednice, 1926)

## Publikační činnost
- HELLER, Karel a kolektiv autorů. Věstník sokolský: 20 let České obce sokolské. (Praha: Česká obec sokolská, cca 1909; 48 stran. (almanach)[12]

## Připomínka
V městské čtvrti Hodolany, která se nachází na východě statutárního města Olomouce je v místní části V končinách (v lokalitě bývalého sokolského hřiště) ulice Hellerova, pojmenovaná po významném činiteli Sokola (zejména na úseku vzdělavatelském) Karlu Hellerovi (1876-1931). Ulice se takto jmenovala v letech 1927 až 1942, za protektorátu byla (mezi lety 1942 až 1945) přejmenována na Úzké díly. Po roce 1945 bylo ulici vráceno její původní jméno – Hellerova.